# Florian Szuyski
Florian Szuyski herbu Pogoń Ruska – strażnik brzeskolitewski od 1744 roku, stolnik parnawski w 1740 roku, kniaź.
Jako poseł na sejm elekcyjny 1764 roku z województwa brzeskolitewskiego był elektorem Stanisława Augusta Poniatowskiego w 1764 roku z województwa brzeskolitewskiego.